# غويدو باشي
غويدو باشي (بالإيطالية: Guido Paci)‏ مواليد 27 ديسمبر 1949 في إيطاليا - الوفاة 10 أبريل 1983 في حلبة إنزو دينو فيراري، إيمولا، إيطاليا، كان متسابق دراجات نارية إيطالي. نافس في سباقات بطولة العالم لفئة 500 سي سي. توفي إثر حادث تعرض له أثناء السباق.